# Космос-1328
Космос-1328 је један од преко 2400 совјетских вјештачких сателита лансираних у оквиру програма Космос.
Космос-1328 је лансиран са космодрома Плесецк, СССР, 3. децембра 1981. Ракета-носач Циклон-3 је поставила сателит у орбиту око планете Земље. 